# WWF The Main Event

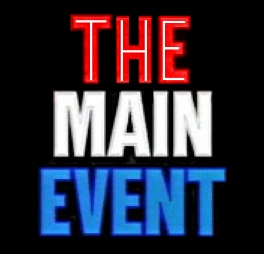
Logo de WWF The Main Event

WWF The Main Event fue un evento no PPV corto de la WWE, que duró de 1988 a 1991. Era un programa transmitido por la cadena NBC, que duraba una hora, y sólo hubo cinco ediciones.
La primera edición se llamó The Main Event I, y tuvo lugar el 5 de febrero de 1988 en Indianápolis, Indiana. La segunda edición se llamó The Main Event II, y tuvo lugar el 3 de febrero de 1989 en Milwaukee, Wisconsin. La tercera edición se llamó The Main Event III, y tuvo lugar el 23 de febrero de 1990 en Detroit, Míchigan. La cuarta edición se llamó The Main Event IV, y tuvo lugar el 23 de noviembre de 1990 en Fort Wayne, Indiana. La quinta edición se llamó The Main Event V, y tuvo lugar el 1 de febrero de 1991 en Macon, Georgia.

## Eventos
Estos son los resultados de los eventos de The Main Event.

### The Main Event I
Nota: El número es añadido solo por propósitos de organización, y no fueron usados cuando éstos estaban al aire. El show solo fue referido como "The Main Event."
5 de febrero de 1988 - Market Square Arena, Indianápolis, Indiana
- Demolition (Ax & Smash) derrotaron a Billy Jack Haynes & Ken Patera
- Jake Roberts derrotó a Harley Race
- Ron Bass derrotó a Koko B. Ware
- The British Bulldogs (Davey Boy Smith & Dynamite Kid) derrotaron a The Islanders (Haku & Tama)
- Jim Duggan derrotó a One Man Gang
- The Ultimate Warrior derrotó a Sika
- Randy Savage (con Miss Elizabeth) derrotó a The Honky Tonk Man (c) (con Jimmy Hart & Peggy Sue) por countout por el WWF Intercontinental Championship. (8:20)
  - Como consecuencia Honky Tonk Man retuvo el campeonato.
- André the Giant (con Ted DiBiase & Virgil) derrotó a Hulk Hogan (c) ganando el WWF Championship (9:08).
- Strike Force (Tito Santana & Rick Martel) (c) derrotaron a The Hart Foundation (Bret Hart & Jim Neidhart) (con Jimmy Hart) y retuvo el Campeonato en Parejas de la WWF.